# Ariston
Ariston là một chi nhện trong họ Uloboridae.